# BC Rytas
El Vilnius Rytas es un club profesional de baloncesto con base en Vilna, Lituania fundado en 1997 y que participa en la LKL, en la BBL, VTB United League y en la Basketball Champions League (BCL).
El club llevó, durante parte de su historia, el nombre del diario local, Lietuvos Rytas, pero en 2018 decidió cambiar al nombre actual, y utilizar un escudo redondo con la cara de un lobo, uno de los símbolos de Lituania.

## Historia
- Fundado en 1964, el Statyba Vilnius es durante sus primeros años una de las glorias de la URSS.
- En 1997 el club cambia de nombre a Lietuvos Rytas Statyba, y después desaparece el término Statyba, dejando solamente Retas nombre del periódico de la ciudad, propietario del club.

## Palmarés
- Subcampeón de la copa ULEB: 2007
- Ganador de la Copa ULEB : 2005
- Ganador de la Eurocup : 2009
- Campeón de la Liga Nor Europea de Baloncesto (Northern European Basketball League): 2002
- Campeón de la Liga báltica : 2006, 2007, 2009
- Subcampeón de la Liga báltica : 2005, 2008, 2010
- Semifinalista copa Saporta: 2000
- Campeón de la Liga Lituana :  2000, 2002, 2006, 2009, 2010, 2024
- Copa de Lituania : 1998, 2009, 2010
- Karaliaus Mindaugo taurė: 2017

## Entrenadores destacados
- Jonas Kazlauskas
- Kęstutis Kemzūra
- Neven Spahija
- Antanas Sireika
- Rimas Kurtinaitis
- Aleksandar Trifunovič
- Aleksandar Džikić

## Jugadores destacados

### En Statyba
- Artūras Karnišovas 1987-1990
- Jonas Kazlauskas 1968-1983
- Šarūnas Marčiulionis 1982-1988
- Rimas Girskis 1968-1983
- Algimantas Pavilonis 1973-1985
- Alvydas Pazdrazdis 1989-1992

### En Lietuvos Rytas
- João Paulo Batista 2006-2008
- Tomas Delininkaitis 2002-2007
- Chuck Eidson 2007-2009
- Gintaras Einikis 2004–2005
- Andrius Giedraitis 1998–2001
- Fred House 2004-2006
- Šarūnas Jasikevičius 1998–1999, 2010
- Simas Jasaitis 2001-2006, 2011-
- Robertas Javtokas 1999–2006
- Rimantas Kaukėnas 2001–2002
- Rimas Kurtinaitis 1998-1999
- Mindaugas Lukauskis 2003-2009
- Arvydas Macijauskas 1999–2003
- Branko Milisavljevic 2008-2009
- Tyrone Nesby 2004-2005
- Matt Nielsen 2005-2008
- Marijonas Petravičius 2006-2009
- Hollis Price 2007-2008
- Kareem Rush 2006-2007
- Dickey Simpkins 2003-2004
- Ramūnas Šiškauskas 1998–2004
- Roberts Štelmahers 2004-2008
- Jackson Vroman 2007-2008
- Kenan Bajramović 2007-2008, 2010-2011
- Khalid El-Amin 2011
- Jonas Valančiūnas 2010-2012
- Hector Blanco 2010-2012